# Condado de Ripalda

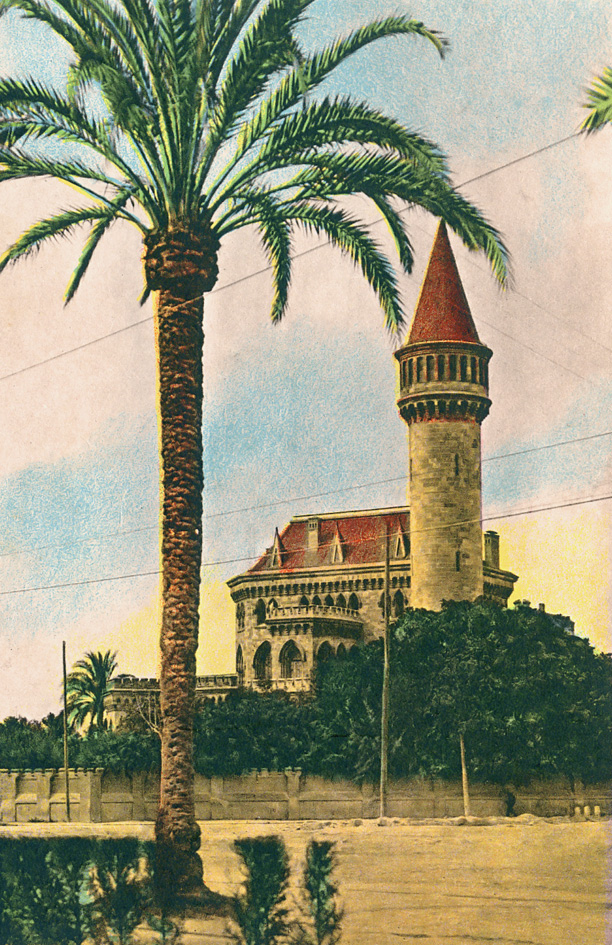
Palacio de los Condes de Ripalda, en Valencia, hoy desaparecido.

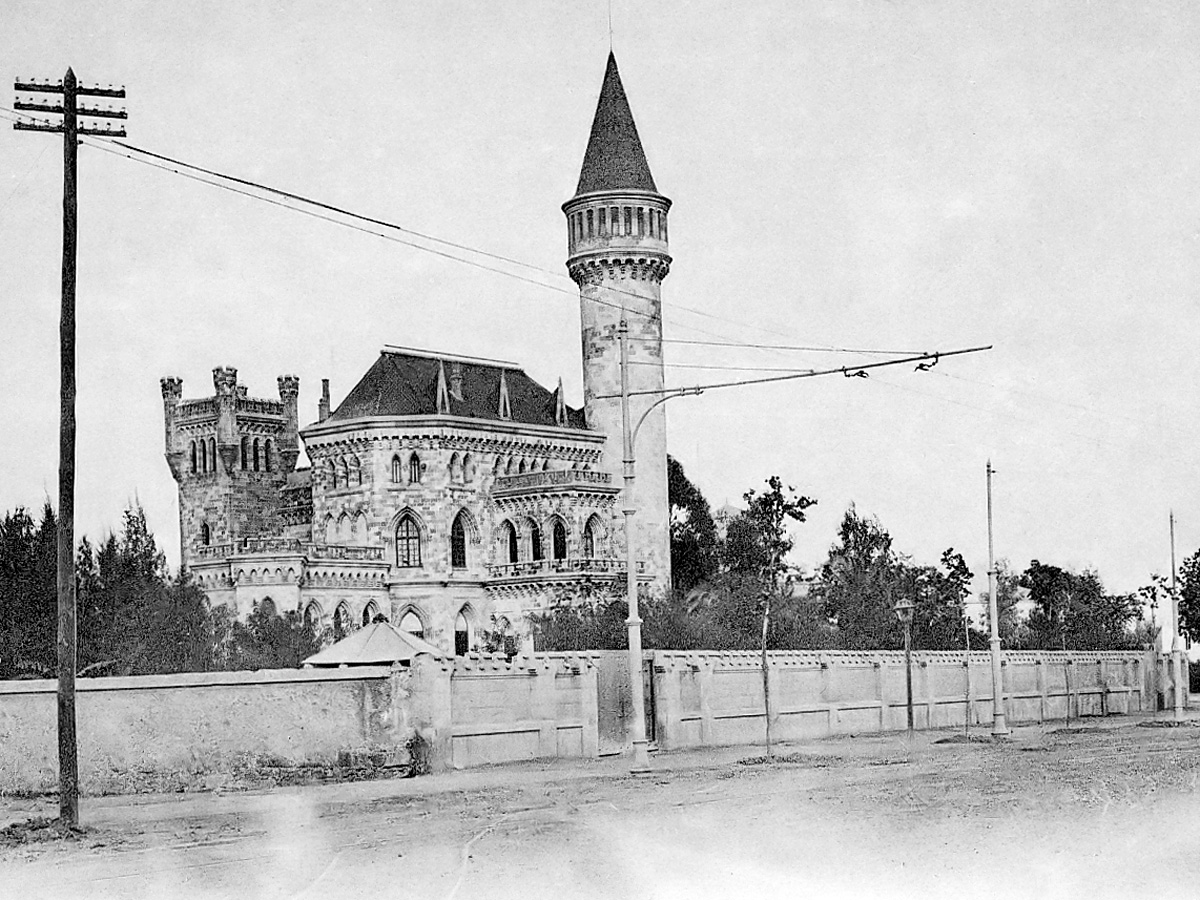
Palacio de Ripalda, en Valencia.

El condado de Ripalda es un título nobiliario español creado el 23 de marzo de 1724 por el rey Luis I a favor de Esteban Joaquín Ripalda y Marichalar. 
Su denominación hace referencia al apellido del receptor de la merced.

## Condes de Ripalda
|                     | Titular                                        | Periodo             |
| Creación por Luis I | Creación por Luis I                            | Creación por Luis I |
| ------------------- | ---------------------------------------------- | ------------------- |
| i                   | Esteban Joaquín de Ripalda y Marichalar        | 1724-1721           |
| ii                  | Jerónima de Ripalda y Beinza                   | 1722-1731           |
| iii                 | Francisco José de Ripalda y Ripalda            | 1732-1741           |
| iv                  | María Ramona de Ripalda y Vidarte              | 1742-1809           |
| v                   | María Vicenta Ramón de Sentís y Ripalda        | 1810-1846           |
| vi                  | José Joaquín Agulló y Ramón de Sentís          | 1847-1876           |
| vii                 | María Dolores de Agulló y Paulín               | 1877-1942           |
| viii                | Amalio de Marichalar y Bruguera                | 1943-1978           |
| ix                  | Amalio Joaquín de Marichalar y Sáenz de Tejada | 1979-actual titular |

### Árbol genealógico
| Luis de Ripalda, v señor de Ripalda                 | Luis de Ripalda, v señor de Ripalda                 | Luis de Ripalda, v señor de Ripalda                 | Luis de Ripalda, v señor de Ripalda                 | Luis de Ripalda, v señor de Ripalda                             | Luis de Ripalda, v señor de Ripalda                             |                                                                 |                                                                 | Fermín de Marichalar y Arano (1583-?)                           | Fermín de Marichalar y Arano (1583-?)                           | Fermín de Marichalar y Arano (1583-?)          | Fermín de Marichalar y Arano (1583-?)          | Fermín de Marichalar y Arano (1583-?)          | Fermín de Marichalar y Arano (1583-?)          |  |  |                                                             |                                                             |                                                             |                                                             |                                                             |                                                             |  |  | | | | | | |  |  |                                                         |                                                         |                                                         |                                                         |                                                         |                                                         |  |  |  |  |  |  |  |  |  |  |  |  |  |  |  |  |
| Luis de Ripalda, v señor de Ripalda                 | Luis de Ripalda, v señor de Ripalda                 | Luis de Ripalda, v señor de Ripalda                 | Luis de Ripalda, v señor de Ripalda                 | Luis de Ripalda, v señor de Ripalda                             | Luis de Ripalda, v señor de Ripalda                             |                                                                 |                                                                 | Fermín de Marichalar y Arano (1583-?)                           | Fermín de Marichalar y Arano (1583-?)                           | Fermín de Marichalar y Arano (1583-?)          | Fermín de Marichalar y Arano (1583-?)          | Fermín de Marichalar y Arano (1583-?)          | Fermín de Marichalar y Arano (1583-?)          |  |  |                                                             |                                                             |                                                             |                                                             |                                                             |                                                             |  |  | | | | | | |  |  |                                                         |                                                         |                                                         |                                                         |                                                         |                                                         |  |  |  |  |  |  |  |  |  |  |  |  |  |  |  |  |
|                                                     |                                                     |                                                     |                                                     |                                                                 |                                                                 |                                                                 |                                                                 |                                                                 |                                                                 |                                                |                                                |                                                |                                                |  |  |                                                             |                                                             |                                                             |                                                             |                                                             |                                                             |  |  | | | | | | |  |  |                                                         |                                                         |                                                         |                                                         |                                                         |                                                         |  |  |  |  |  |  |  |  |  |  |  |  |  |  |  |  |
| Antonio de Ripalda, vi señor de Ripalda (1633-1683) | Antonio de Ripalda, vi señor de Ripalda (1633-1683) | Antonio de Ripalda, vi señor de Ripalda (1633-1683) | Antonio de Ripalda, vi señor de Ripalda (1633-1683) | Antonio de Ripalda, vi señor de Ripalda (1633-1683)             | Antonio de Ripalda, vi señor de Ripalda (1633-1683)             |                                                                 |                                                                 | Inés de Marichalar, señora de Ripalda (1640-?)                  | Inés de Marichalar, señora de Ripalda (1640-?)                  | Inés de Marichalar, señora de Ripalda (1640-?) | Inés de Marichalar, señora de Ripalda (1640-?) | Inés de Marichalar, señora de Ripalda (1640-?) | Inés de Marichalar, señora de Ripalda (1640-?) |  |  | Esteban Fermín de Marichalar y Eslava († 1684)              | Esteban Fermín de Marichalar y Eslava († 1684)              | Esteban Fermín de Marichalar y Eslava († 1684)              | Esteban Fermín de Marichalar y Eslava († 1684)              | Esteban Fermín de Marichalar y Eslava († 1684)              | Esteban Fermín de Marichalar y Eslava († 1684)              |  |  | | | | | | |  |  |                                                         |                                                         |                                                         |                                                         |                                                         |                                                         |  |  |  |  |  |  |  |  |  |  |  |  |  |  |  |  |
| Antonio de Ripalda, vi señor de Ripalda (1633-1683) | Antonio de Ripalda, vi señor de Ripalda (1633-1683) | Antonio de Ripalda, vi señor de Ripalda (1633-1683) | Antonio de Ripalda, vi señor de Ripalda (1633-1683) | Antonio de Ripalda, vi señor de Ripalda (1633-1683)             | Antonio de Ripalda, vi señor de Ripalda (1633-1683)             |                                                                 |                                                                 | Inés de Marichalar, señora de Ripalda (1640-?)                  | Inés de Marichalar, señora de Ripalda (1640-?)                  | Inés de Marichalar, señora de Ripalda (1640-?) | Inés de Marichalar, señora de Ripalda (1640-?) | Inés de Marichalar, señora de Ripalda (1640-?) | Inés de Marichalar, señora de Ripalda (1640-?) |  |  | Esteban Fermín de Marichalar y Eslava († 1684)              | Esteban Fermín de Marichalar y Eslava († 1684)              | Esteban Fermín de Marichalar y Eslava († 1684)              | Esteban Fermín de Marichalar y Eslava († 1684)              | Esteban Fermín de Marichalar y Eslava († 1684)              | Esteban Fermín de Marichalar y Eslava († 1684)              |  |  | | | | | | |  |  |                                                         |                                                         |                                                         |                                                         |                                                         |                                                         |  |  |  |  |  |  |  |  |  |  |  |  |  |  |  |  |
|                                                     |                                                     |                                                     |                                                     |                                                                 |                                                                 |                                                                 |                                                                 |                                                                 |                                                                 |                                                |                                                |                                                |                                                |  |  |                                                             |                                                             |                                                             |                                                             |                                                             |                                                             |  |  | | | | | | |  |  |                                                         |                                                         |                                                         |                                                         |                                                         |                                                         |  |  |  |  |  |  |  |  |  |  |  |  |  |  |  |  |
|                                                     |                                                     |                                                     |                                                     | Esteban Joaquín de Ripalda, i conde de Ripalda (1665-1721)      | Esteban Joaquín de Ripalda, i conde de Ripalda (1665-1721)      | Esteban Joaquín de Ripalda, i conde de Ripalda (1665-1721)      | Esteban Joaquín de Ripalda, i conde de Ripalda (1665-1721)      | Esteban Joaquín de Ripalda, i conde de Ripalda (1665-1721)      | Esteban Joaquín de Ripalda, i conde de Ripalda (1665-1721)      |                                                |                                                |                                                |                                                |  |  | Francisco Antonio de Marichalar y Avellaneda                | Francisco Antonio de Marichalar y Avellaneda                | Francisco Antonio de Marichalar y Avellaneda                | Francisco Antonio de Marichalar y Avellaneda                | Francisco Antonio de Marichalar y Avellaneda                | Francisco Antonio de Marichalar y Avellaneda                |  |  | | | | | | |  |  |                                                         |                                                         |                                                         |                                                         |                                                         |                                                         |  |  |  |  |  |  |  |  |  |  |  |  |  |  |  |  |
|                                                     |                                                     |                                                     |                                                     | Esteban Joaquín de Ripalda, i conde de Ripalda (1665-1721)      | Esteban Joaquín de Ripalda, i conde de Ripalda (1665-1721)      | Esteban Joaquín de Ripalda, i conde de Ripalda (1665-1721)      | Esteban Joaquín de Ripalda, i conde de Ripalda (1665-1721)      | Esteban Joaquín de Ripalda, i conde de Ripalda (1665-1721)      | Esteban Joaquín de Ripalda, i conde de Ripalda (1665-1721)      |                                                |                                                |                                                |                                                |  |  | Francisco Antonio de Marichalar y Avellaneda                | Francisco Antonio de Marichalar y Avellaneda                | Francisco Antonio de Marichalar y Avellaneda                | Francisco Antonio de Marichalar y Avellaneda                | Francisco Antonio de Marichalar y Avellaneda                | Francisco Antonio de Marichalar y Avellaneda                |  |  | | | | | | |  |  |                                                         |                                                         |                                                         |                                                         |                                                         |                                                         |  |  |  |  |  |  |  |  |  |  |  |  |  |  |  |  |
|                                                     |                                                     |                                                     |                                                     | Jerónima de Ripalda, ii condesa de Ripalda (1691-1731)          | Jerónima de Ripalda, ii condesa de Ripalda (1691-1731)          | Jerónima de Ripalda, ii condesa de Ripalda (1691-1731)          | Jerónima de Ripalda, ii condesa de Ripalda (1691-1731)          | Jerónima de Ripalda, ii condesa de Ripalda (1691-1731)          | Jerónima de Ripalda, ii condesa de Ripalda (1691-1731)          |                                                |                                                |                                                |                                                |  |  | Francisco Andrés de Marichalar e Isaba (1679-?)             | Francisco Andrés de Marichalar e Isaba (1679-?)             | Francisco Andrés de Marichalar e Isaba (1679-?)             | Francisco Andrés de Marichalar e Isaba (1679-?)             | Francisco Andrés de Marichalar e Isaba (1679-?)             | Francisco Andrés de Marichalar e Isaba (1679-?)             |  |  | | | | | | |  |  |                                                         |                                                         |                                                         |                                                         |                                                         |                                                         |  |  |  |  |  |  |  |  |  |  |  |  |  |  |  |  |
|                                                     |                                                     |                                                     |                                                     | Jerónima de Ripalda, ii condesa de Ripalda (1691-1731)          | Jerónima de Ripalda, ii condesa de Ripalda (1691-1731)          | Jerónima de Ripalda, ii condesa de Ripalda (1691-1731)          | Jerónima de Ripalda, ii condesa de Ripalda (1691-1731)          | Jerónima de Ripalda, ii condesa de Ripalda (1691-1731)          | Jerónima de Ripalda, ii condesa de Ripalda (1691-1731)          |                                                |                                                |                                                |                                                |  |  | Francisco Andrés de Marichalar e Isaba (1679-?)             | Francisco Andrés de Marichalar e Isaba (1679-?)             | Francisco Andrés de Marichalar e Isaba (1679-?)             | Francisco Andrés de Marichalar e Isaba (1679-?)             | Francisco Andrés de Marichalar e Isaba (1679-?)             | Francisco Andrés de Marichalar e Isaba (1679-?)             |  |  | | | | | | |  |  |                                                         |                                                         |                                                         |                                                         |                                                         |                                                         |  |  |  |  |  |  |  |  |  |  |  |  |  |  |  |  |
|                                                     |                                                     |                                                     |                                                     | Francisco José de Ripalda, iii conde de Ripalda († 1797)        | Francisco José de Ripalda, iii conde de Ripalda († 1797)        | Francisco José de Ripalda, iii conde de Ripalda († 1797)        | Francisco José de Ripalda, iii conde de Ripalda († 1797)        | Francisco José de Ripalda, iii conde de Ripalda († 1797)        | Francisco José de Ripalda, iii conde de Ripalda († 1797)        |                                                |                                                |                                                |                                                |  |  | Joaquín Hipólito de Marichalar y Velázquez (1713-?)         | Joaquín Hipólito de Marichalar y Velázquez (1713-?)         | Joaquín Hipólito de Marichalar y Velázquez (1713-?)         | Joaquín Hipólito de Marichalar y Velázquez (1713-?)         | Joaquín Hipólito de Marichalar y Velázquez (1713-?)         | Joaquín Hipólito de Marichalar y Velázquez (1713-?)         |  |  | | | | | | |  |  |                                                         |                                                         |                                                         |                                                         |                                                         |                                                         |  |  |  |  |  |  |  |  |  |  |  |  |  |  |  |  |
|                                                     |                                                     |                                                     |                                                     | Francisco José de Ripalda, iii conde de Ripalda († 1797)        | Francisco José de Ripalda, iii conde de Ripalda († 1797)        | Francisco José de Ripalda, iii conde de Ripalda († 1797)        | Francisco José de Ripalda, iii conde de Ripalda († 1797)        | Francisco José de Ripalda, iii conde de Ripalda († 1797)        | Francisco José de Ripalda, iii conde de Ripalda († 1797)        |                                                |                                                |                                                |                                                |  |  | Joaquín Hipólito de Marichalar y Velázquez (1713-?)         | Joaquín Hipólito de Marichalar y Velázquez (1713-?)         | Joaquín Hipólito de Marichalar y Velázquez (1713-?)         | Joaquín Hipólito de Marichalar y Velázquez (1713-?)         | Joaquín Hipólito de Marichalar y Velázquez (1713-?)         | Joaquín Hipólito de Marichalar y Velázquez (1713-?)         |  |  | | | | | | |  |  |                                                         |                                                         |                                                         |                                                         |                                                         |                                                         |  |  |  |  |  |  |  |  |  |  |  |  |  |  |  |  |
|                                                     |                                                     |                                                     |                                                     | María Ramona de Ripalda, iv condesa de Ripalda († 1809)         | María Ramona de Ripalda, iv condesa de Ripalda († 1809)         | María Ramona de Ripalda, iv condesa de Ripalda († 1809)         | María Ramona de Ripalda, iv condesa de Ripalda († 1809)         | María Ramona de Ripalda, iv condesa de Ripalda († 1809)         | María Ramona de Ripalda, iv condesa de Ripalda († 1809)         |                                                |                                                |                                                |                                                |  |  | Tomás Clemente de Marichalar y Martínez de Peralta (1738-?) | Tomás Clemente de Marichalar y Martínez de Peralta (1738-?) | Tomás Clemente de Marichalar y Martínez de Peralta (1738-?) | Tomás Clemente de Marichalar y Martínez de Peralta (1738-?) | Tomás Clemente de Marichalar y Martínez de Peralta (1738-?) | Tomás Clemente de Marichalar y Martínez de Peralta (1738-?) |  |  | | | | | | |  |  |                                                         |                                                         |                                                         |                                                         |                                                         |                                                         |  |  |  |  |  |  |  |  |  |  |  |  |  |  |  |  |
|                                                     |                                                     |                                                     |                                                     | María Ramona de Ripalda, iv condesa de Ripalda († 1809)         | María Ramona de Ripalda, iv condesa de Ripalda († 1809)         | María Ramona de Ripalda, iv condesa de Ripalda († 1809)         | María Ramona de Ripalda, iv condesa de Ripalda († 1809)         | María Ramona de Ripalda, iv condesa de Ripalda († 1809)         | María Ramona de Ripalda, iv condesa de Ripalda († 1809)         |                                                |                                                |                                                |                                                |  |  | Tomás Clemente de Marichalar y Martínez de Peralta (1738-?) | Tomás Clemente de Marichalar y Martínez de Peralta (1738-?) | Tomás Clemente de Marichalar y Martínez de Peralta (1738-?) | Tomás Clemente de Marichalar y Martínez de Peralta (1738-?) | Tomás Clemente de Marichalar y Martínez de Peralta (1738-?) | Tomás Clemente de Marichalar y Martínez de Peralta (1738-?) |  |  | | | | | | |  |  |                                                         |                                                         |                                                         |                                                         |                                                         |                                                         |  |  |  |  |  |  |  |  |  |  |  |  |  |  |  |  |
|                                                     |                                                     |                                                     |                                                     | María Vicenta Ramón de Sentís, v condesa de Ripalda (1784-1861) | María Vicenta Ramón de Sentís, v condesa de Ripalda (1784-1861) | María Vicenta Ramón de Sentís, v condesa de Ripalda (1784-1861) | María Vicenta Ramón de Sentís, v condesa de Ripalda (1784-1861) | María Vicenta Ramón de Sentís, v condesa de Ripalda (1784-1861) | María Vicenta Ramón de Sentís, v condesa de Ripalda (1784-1861) |                                                |                                                |                                                |                                                |  |  | Francisco Tomás de Marichalar y Acedo (1768-?)              | Francisco Tomás de Marichalar y Acedo (1768-?)              | Francisco Tomás de Marichalar y Acedo (1768-?)              | Francisco Tomás de Marichalar y Acedo (1768-?)              | Francisco Tomás de Marichalar y Acedo (1768-?)              | Francisco Tomás de Marichalar y Acedo (1768-?)              |  |  | | | | | | |  |  |                                                         |                                                         |                                                         |                                                         |                                                         |                                                         |  |  |  |  |  |  |  |  |  |  |  |  |  |  |  |  |
|                                                     |                                                     |                                                     |                                                     | María Vicenta Ramón de Sentís, v condesa de Ripalda (1784-1861) | María Vicenta Ramón de Sentís, v condesa de Ripalda (1784-1861) | María Vicenta Ramón de Sentís, v condesa de Ripalda (1784-1861) | María Vicenta Ramón de Sentís, v condesa de Ripalda (1784-1861) | María Vicenta Ramón de Sentís, v condesa de Ripalda (1784-1861) | María Vicenta Ramón de Sentís, v condesa de Ripalda (1784-1861) |                                                |                                                |                                                |                                                |  |  | Francisco Tomás de Marichalar y Acedo (1768-?)              | Francisco Tomás de Marichalar y Acedo (1768-?)              | Francisco Tomás de Marichalar y Acedo (1768-?)              | Francisco Tomás de Marichalar y Acedo (1768-?)              | Francisco Tomás de Marichalar y Acedo (1768-?)              | Francisco Tomás de Marichalar y Acedo (1768-?)              |  |  | | | | | | |  |  |                                                         |                                                         |                                                         |                                                         |                                                         |                                                         |  |  |  |  |  |  |  |  |  |  |  |  |  |  |  |  |
|                                                     |                                                     |                                                     |                                                     | José Joaquín Agulló, vi conde de Ripalda (1810-1876)            | José Joaquín Agulló, vi conde de Ripalda (1810-1876)            | José Joaquín Agulló, vi conde de Ripalda (1810-1876)            | José Joaquín Agulló, vi conde de Ripalda (1810-1876)            | José Joaquín Agulló, vi conde de Ripalda (1810-1876)            | José Joaquín Agulló, vi conde de Ripalda (1810-1876)            |                                                |                                                |                                                |                                                |  |  | Amalio de Marichalar, vii marqués de Montesa (1817-1877)    | Amalio de Marichalar, vii marqués de Montesa (1817-1877)    | Amalio de Marichalar, vii marqués de Montesa (1817-1877)    | Amalio de Marichalar, vii marqués de Montesa (1817-1877)    | Amalio de Marichalar, vii marqués de Montesa (1817-1877)    | Amalio de Marichalar, vii marqués de Montesa (1817-1877)    |  |  | | | | | | |  |  |                                                         |                                                         |                                                         |                                                         |                                                         |                                                         |  |  |  |  |  |  |  |  |  |  |  |  |  |  |  |  |
|                                                     |                                                     |                                                     |                                                     | José Joaquín Agulló, vi conde de Ripalda (1810-1876)            | José Joaquín Agulló, vi conde de Ripalda (1810-1876)            | José Joaquín Agulló, vi conde de Ripalda (1810-1876)            | José Joaquín Agulló, vi conde de Ripalda (1810-1876)            | José Joaquín Agulló, vi conde de Ripalda (1810-1876)            | José Joaquín Agulló, vi conde de Ripalda (1810-1876)            |                                                |                                                |                                                |                                                |  |  | Amalio de Marichalar, vii marqués de Montesa (1817-1877)    | Amalio de Marichalar, vii marqués de Montesa (1817-1877)    | Amalio de Marichalar, vii marqués de Montesa (1817-1877)    | Amalio de Marichalar, vii marqués de Montesa (1817-1877)    | Amalio de Marichalar, vii marqués de Montesa (1817-1877)    | Amalio de Marichalar, vii marqués de Montesa (1817-1877)    |  |  | | | | | | |  |  |                                                         |                                                         |                                                         |                                                         |                                                         |                                                         |  |  |  |  |  |  |  |  |  |  |  |  |  |  |  |  |
|                                                     |                                                     |                                                     |                                                     |                                                                 |                                                                 |                                                                 |                                                                 |                                                                 |                                                                 |                                                |                                                |                                                |                                                |  |  |                                                             |                                                             |                                                             |                                                             |                                                             |                                                             |  |  | | | | | | |  |  |                                                         |                                                         |                                                         |                                                         |                                                         |                                                         |  |  |  |  |  |  |  |  |  |  |  |  |  |  |  |  |
|                                                     |                                                     |                                                     |                                                     | María Dolores Agulló, vii condesa de Ripalda (1865-1942)        | María Dolores Agulló, vii condesa de Ripalda (1865-1942)        | María Dolores Agulló, vii condesa de Ripalda (1865-1942)        | María Dolores Agulló, vii condesa de Ripalda (1865-1942)        | María Dolores Agulló, vii condesa de Ripalda (1865-1942)        | María Dolores Agulló, vii condesa de Ripalda (1865-1942)        |                                                |                                                |                                                |                                                |  |  | Pedro de Marichalar, viii marqués de Montesa (1858-1928)    | Pedro de Marichalar, viii marqués de Montesa (1858-1928)    | Pedro de Marichalar, viii marqués de Montesa (1858-1928)    | Pedro de Marichalar, viii marqués de Montesa (1858-1928)    | Pedro de Marichalar, viii marqués de Montesa (1858-1928)    | Pedro de Marichalar, viii marqués de Montesa (1858-1928)    |  |  | Luis de Marichalar, vi marqués de Ciria (1873-1945)                                                  | Luis de Marichalar, vi marqués de Ciria (1873-1945)                                                  | Luis de Marichalar, vi marqués de Ciria (1873-1945)                                                  | Luis de Marichalar, vi marqués de Ciria (1873-1945)                                                  | Luis de Marichalar, vi marqués de Ciria (1873-1945)                                                  | Luis de Marichalar, vi marqués de Ciria (1873-1945)                                                  |  |  |                                                         |                                                         |                                                         |                                                         |                                                         |                                                         |  |  |  |  |  |  |  |  |  |  |  |  |  |  |  |  |
|                                                     |                                                     |                                                     |                                                     | María Dolores Agulló, vii condesa de Ripalda (1865-1942)        | María Dolores Agulló, vii condesa de Ripalda (1865-1942)        | María Dolores Agulló, vii condesa de Ripalda (1865-1942)        | María Dolores Agulló, vii condesa de Ripalda (1865-1942)        | María Dolores Agulló, vii condesa de Ripalda (1865-1942)        | María Dolores Agulló, vii condesa de Ripalda (1865-1942)        |                                                |                                                |                                                |                                                |  |  | Pedro de Marichalar, viii marqués de Montesa (1858-1928)    | Pedro de Marichalar, viii marqués de Montesa (1858-1928)    | Pedro de Marichalar, viii marqués de Montesa (1858-1928)    | Pedro de Marichalar, viii marqués de Montesa (1858-1928)    | Pedro de Marichalar, viii marqués de Montesa (1858-1928)    | Pedro de Marichalar, viii marqués de Montesa (1858-1928)    |  |  | Luis de Marichalar, vi marqués de Ciria (1873-1945)                                                  | Luis de Marichalar, vi marqués de Ciria (1873-1945)                                                  | Luis de Marichalar, vi marqués de Ciria (1873-1945)                                                  | Luis de Marichalar, vi marqués de Ciria (1873-1945)                                                  | Luis de Marichalar, vi marqués de Ciria (1873-1945)                                                  | Luis de Marichalar, vi marqués de Ciria (1873-1945)                                                  |  |  |                                                         |                                                         |                                                         |                                                         |                                                         |                                                         |  |  |  |  |  |  |  |  |  |  |  |  |  |  |  |  |
|                                                     |                                                     |                                                     |                                                     |                                                                 |                                                                 |                                                                 |                                                                 |                                                                 |                                                                 |                                                |                                                |                                                |                                                |  |  |                                                             |                                                             |                                                             |                                                             |                                                             |                                                             |  |  | | | | | | |  |  |                                                         |                                                         |                                                         |                                                         |                                                         |                                                         |  |  |  |  |  |  |  |  |  |  |  |  |  |  |  |  |
|                                                     |                                                     |                                                     |                                                     |                                                                 |                                                                 |                                                                 |                                                                 |                                                                 |                                                                 |                                                |                                                |                                                |                                                |  |  | Antonio de Marichalar, ix marqués de Montesa (1893-1973)    | Antonio de Marichalar, ix marqués de Montesa (1893-1973)    | Antonio de Marichalar, ix marqués de Montesa (1893-1973)    | Antonio de Marichalar, ix marqués de Montesa (1893-1973)    | Antonio de Marichalar, ix marqués de Montesa (1893-1973)    | Antonio de Marichalar, ix marqués de Montesa (1893-1973)    |  |  | Francisco Javier de Marichalar, vii marqués de Ciria (1903-1968)                                     | Francisco Javier de Marichalar, vii marqués de Ciria (1903-1968)                                     | Francisco Javier de Marichalar, vii marqués de Ciria (1903-1968)                                     | Francisco Javier de Marichalar, vii marqués de Ciria (1903-1968)                                     | Francisco Javier de Marichalar, vii marqués de Ciria (1903-1968)                                     | Francisco Javier de Marichalar, vii marqués de Ciria (1903-1968)                                     |  |  | Amalio de Marichalar, viii conde de Ripalda (1912-1978) | Amalio de Marichalar, viii conde de Ripalda (1912-1978) | Amalio de Marichalar, viii conde de Ripalda (1912-1978) | Amalio de Marichalar, viii conde de Ripalda (1912-1978) | Amalio de Marichalar, viii conde de Ripalda (1912-1978) | Amalio de Marichalar, viii conde de Ripalda (1912-1978) |  |  |  |  |  |  |  |  |  |  |  |  |  |  |  |  |
|                                                     |                                                     |                                                     |                                                     |                                                                 |                                                                 |                                                                 |                                                                 |                                                                 |                                                                 |                                                |                                                |                                                |                                                |  |  | Antonio de Marichalar, ix marqués de Montesa (1893-1973)    | Antonio de Marichalar, ix marqués de Montesa (1893-1973)    | Antonio de Marichalar, ix marqués de Montesa (1893-1973)    | Antonio de Marichalar, ix marqués de Montesa (1893-1973)    | Antonio de Marichalar, ix marqués de Montesa (1893-1973)    | Antonio de Marichalar, ix marqués de Montesa (1893-1973)    |  |  | Francisco Javier de Marichalar, vii marqués de Ciria (1903-1968)                                     | Francisco Javier de Marichalar, vii marqués de Ciria (1903-1968)                                     | Francisco Javier de Marichalar, vii marqués de Ciria (1903-1968)                                     | Francisco Javier de Marichalar, vii marqués de Ciria (1903-1968)                                     | Francisco Javier de Marichalar, vii marqués de Ciria (1903-1968)                                     | Francisco Javier de Marichalar, vii marqués de Ciria (1903-1968)                                     |  |  | Amalio de Marichalar, viii conde de Ripalda (1912-1978) | Amalio de Marichalar, viii conde de Ripalda (1912-1978) | Amalio de Marichalar, viii conde de Ripalda (1912-1978) | Amalio de Marichalar, viii conde de Ripalda (1912-1978) | Amalio de Marichalar, viii conde de Ripalda (1912-1978) | Amalio de Marichalar, viii conde de Ripalda (1912-1978) |  |  |  |  |  |  |  |  |  |  |  |  |  |  |  |  |
|                                                     |                                                     |                                                     |                                                     |                                                                 |                                                                 |                                                                 |                                                                 |                                                                 |                                                                 |                                                |                                                |                                                |                                                |  |  |                                                             |                                                             |                                                             |                                                             |                                                             |                                                             |  |  | Luis Ignacio de Marichalar, x marqués de Montesa (n. 1946) Con sucesión en los marqueses de Montesa. | Luis Ignacio de Marichalar, x marqués de Montesa (n. 1946) Con sucesión en los marqueses de Montesa. | Luis Ignacio de Marichalar, x marqués de Montesa (n. 1946) Con sucesión en los marqueses de Montesa. | Luis Ignacio de Marichalar, x marqués de Montesa (n. 1946) Con sucesión en los marqueses de Montesa. | Luis Ignacio de Marichalar, x marqués de Montesa (n. 1946) Con sucesión en los marqueses de Montesa. | Luis Ignacio de Marichalar, x marqués de Montesa (n. 1946) Con sucesión en los marqueses de Montesa. |  |  | Amalio de Marichalar, ix conde de Ripalda (n. 1958)     | Amalio de Marichalar, ix conde de Ripalda (n. 1958)     | Amalio de Marichalar, ix conde de Ripalda (n. 1958)     | Amalio de Marichalar, ix conde de Ripalda (n. 1958)     | Amalio de Marichalar, ix conde de Ripalda (n. 1958)     | Amalio de Marichalar, ix conde de Ripalda (n. 1958)     |  |  |  |  |  |  |  |  |  |  |  |  |  |  |  |  |
|                                                     |                                                     |                                                     |                                                     |                                                                 |                                                                 |                                                                 |                                                                 |                                                                 |                                                                 |                                                |                                                |                                                |                                                |  |  |                                                             |                                                             |                                                             |                                                             |                                                             |                                                             |  |  | Luis Ignacio de Marichalar, x marqués de Montesa (n. 1946) Con sucesión en los marqueses de Montesa. | Luis Ignacio de Marichalar, x marqués de Montesa (n. 1946) Con sucesión en los marqueses de Montesa. | Luis Ignacio de Marichalar, x marqués de Montesa (n. 1946) Con sucesión en los marqueses de Montesa. | Luis Ignacio de Marichalar, x marqués de Montesa (n. 1946) Con sucesión en los marqueses de Montesa. | Luis Ignacio de Marichalar, x marqués de Montesa (n. 1946) Con sucesión en los marqueses de Montesa. | Luis Ignacio de Marichalar, x marqués de Montesa (n. 1946) Con sucesión en los marqueses de Montesa. |  |  | Amalio de Marichalar, ix conde de Ripalda (n. 1958)     | Amalio de Marichalar, ix conde de Ripalda (n. 1958)     | Amalio de Marichalar, ix conde de Ripalda (n. 1958)     | Amalio de Marichalar, ix conde de Ripalda (n. 1958)     | Amalio de Marichalar, ix conde de Ripalda (n. 1958)     | Amalio de Marichalar, ix conde de Ripalda (n. 1958)     |  |  |  |  |  |  |  |  |  |  |  |  |  |  |  |  |
|                                                     |                                                     |                                                     |                                                     |                                                                 |                                                                 |                                                                 |                                                                 |                                                                 |                                                                 |                                                |                                                |                                                |                                                |  |  |                                                             |                                                             |                                                             |                                                             |                                                             |                                                             |  |  | | | | | | |  |  | Amalio de Marichalar y del Corral (n. 1992)             |                                                         |                                                         |                                                         |                                                         |                                                         |  |  |  |  |  |  |  |  |  |  |  |  |  |  |  |  |